# الوزارات الحكومية في أفغانستان
هناك 26 وزارة حكومية في أفغانستان.
- وزارة الزراعة والري والثروة الحيوانية
- وزير التجارة والصناعة
- وزارة الاتصالات وتقنية المعلومات
- وزارة مكافحة المخدرات
- وزارة الدفاع
- الهيئة الوطنية لإدارة الكوارث.[1]
- وزارة الاقتصاد
- وزارة التربية والتعليم
- وزارة الطاقة والمياه
- وزارة المالية
- وزارة الشئون الخارجية.
- وزارة الحدود والأمم والشؤون القبلية.
- وزارة الحج والشؤون الدينية.
- وزارة العمل والشؤون الاجتماعية والشهداء والمعاقين.[2]
- وزارة التعليم العالي
- وزارة الإعلام والثقافة
- وزارة الشؤون الداخلية
- وزارة العدل
- وزارة المناجم.[3]
- وزارة الأمر بالمعروف والنهي عن المنكر
- وزارة الصحة العامة
- وزارة الأشغال العامة.[4]
- وزارة اللاجئين.[5]
- وزارة التأهيل والتنمية الريفية
- وزارة النقل والطيران المدني
- وزارة التنمية العمرانية والإسكان.[6]